# چارلز ویلیام دویل
چارلز ویلیام دویل (انگلیسی: Charles William Doyle؛ ۱۷۷۰ – ۲۵ اکتبر ۱۸۴۲) فرد نظامی اهل پادشاهی ایرلند بود. وی همچنین برندهٔ جوایزی همچون شوالیه (عنوان) شده‌است.